# Малоросійське таємне товариство
Малоросійське товариство (1821 −1822 рр.) — таємна громадсько-політична організація, існування якої не підтверджене. Його програмний документ — Катехізис автономіста.

## Розслідування
Уперше чутки про існування товариства поширилися серед декабристів, які на допитах 1826 року в Слідчій комісії у Санкт-Петербурзі (кн. С. Волконський, С. Муравйов-Апостол, П. Пестель, О. Бестужев-Рюмін, В. Давидов та ін.) свідчили, що про це вони нібито «чули від інших людей». Для перевірки цієї інформації на початку лютого 1826 до С.-Петербурга було доставлено колишніх членів полтавської масонської ложі «Любов до істини» С. Кочубея, Д. Алексєєва і В. Лукашевича, хоча ложа припинила свою діяльність згідно з указом уряду ще в березні 1819. Оскільки обшуки в них нічого підозрілого не виявили, то С. Кочубея і Д. Алексєєва було відпущено 21 березня 1826 без наслідків, а В. Лукашевича допитано. Останній у відповідях на запитання і на очних ставках в Слідчій комісії (13, 17, 27, 28 лютого та 3, 13 травня 1826) рішуче заперечував факт існування Малоросійського таємного товариства і свої особисті зв'язки з польськими патріотичними організаціями. Слідча комісія записала у своєму щоденнику про перші допити В. Лукашевича: «У відповідях здавався не відвертим і навіть суперечив сам собі», хоча визнав своє входження до полтавської масонської ложі й те, що знав про існування таємних товариств у Росії та Польщі, але до них не вступав.
Слідство встановило, що В. Лукашевич відкинув пропозицію кн. С.Волконського і С.Муравйова-Апостола стати членом Південного товариства, попередивши їх про можливі переслідування. В.Лукашевич також заперечив свідчення С.Муравйова-Апостола про їх дискусію на тему щодо встановлення республіканського правління в Росії та нагадав, що співрозмовника-декабриста цікавили тоді лише його можливі зв'язки з поляками. Фактично слідство з приводу чуток про заснування в Малоросії таємного товариства зайшло в глухий кут, тому Слідча комісія постановила, що звинувачувати В. Лукашевича у створенні Малоросійського таємного товариства «нема ніяких підстав». В. Лукашевич був звільнений, однак його вже не обрали маршалком Переяславського повіту, адже ним він був 1812–26, а далі (до 1832) він перебував під наглядом поліції, мешкаючи у своєму маєтку в Борисполі.
У своїх спогадах діловод Слідчої комісії О. Боровков підтвердив розмови, що нібито «Малоросійське товариство намагалися створити із членів масонської ложі в Полтаві Новіков і Лукашевич та передбачали, що його метою буде незалежність Малоросії, але мріяти про товариство припинили — його не існувало».

## Дослідження
Питання про можливість існування Малоросійського таємного товариства і стан дослідження документів піднімалося в час підготовки і відзначення 100-літнього ювілею повстання декабристів (1925). Ювілейні видання рясніли повідомленнями про «українських декабристів», що й спонукало дослідників до пошуків документів на підтвердження чуток про Малоросійського таємного товариства, але їх не виявлено. Так, С. О. Єфремов робив припущення, що товариство могло існувати, але вважав, що воно «не закінчило організаційної роботи і не встигло розгорнути діяльності». На основі дослідження документів І. Рибаков і Т. Слабченко також аргументовано відкинули тезу про діяльність Малоросійського таємного товариства. Революційні, самостійницькі ідеї відродження державності України могли існувати, але вони не виявлені оформленими в програмах і завданнях певних організацій. Створення і діяльність Малоросійського таємного товариства не підтверджується джерелами.